# Hilde Keteleer
Hilde Keteleer (Schoten, 1955) is een Vlaams auteur en vertaler.
Hilde Keteleer is dichter, schrijver en literair vertaalster uit het Duits en het Frans. Ze is schrijfdocent en begeleidt literatuurgroepen.
In 2001 verscheen bij Wereldbibliotheek Al wat winter is en waar, haar poëziedebuut, en in 2003 bij Le Fram de tweetalige dubbele bundel Twee vrouwen van twee kanten / Entre-deux, met de Franstalig Belgische Caroline Lamarche. Haar tweede bundel, Deuren, verscheen in mei 2004 bij de Wereldbibliotheek. Haar derde en vierde bundel kwamen uit bij uitgeverij P: Weg van de tijd. Vormen van verdwijnen in 2021 en Mea Culpa in 2023.
In 2009 verscheen bij uitgeverij Vrijdag haar debuutroman Puinvrouw in Berlijn, die werd genomineerd op de longlist van de Gouden Uil 2010. In 2011 verscheen bij Lannoo, in opdracht van het Vlaams Agentschap voor Internationale Samenwerking (VAIS), het reisboek De brug van dromen. Onderweg naar het nieuwe Mozambique, en in 2024 de roman Omheind bij uitgeverij Vrijdag.
Ze was gedurende tien jaar redactrice van het Vlaamse literaire tijdschrift Deus ex Machina, en tot 2012 bestuurslid van PEN Vlaanderen, verantwoordelijk voor het Writers-in-Prison-Comité. 
Gedichten van haar werden o.a. gepubliceerd in De Brakke Hond, De Gids, Revolver, Poëziekrant en Krautgarten.

## Poëzie
- Al wat winter is en waar, Wereldbibliotheek, 2001.
- Entre-deux / Twee vrouwen van twee kanten, Le Fram, 2003, met Caroline Lamarche.
- Deuren, Wereldbibliotheek, 2004.
- Weg van de tijd. Vormen van verdwijnen, uitgeverij P, 2021.
- Mea Culpa, uitgeverij P, 2023.

## Proza
- Puinvrouw in Berlijn, roman, Vrijdag, 2009.
- De brug van dromen. Onderweg naar het nieuwe Mozambique, reisverhaal, Lannoo, 2011.
- Omheind, roman, Vrijdag, 2024.

## Vertalingen
- Ik heb de zomerdageraad omarmd, gedichten, Arthur Rimbaud, Bert Bakker, 1999, met Peter Holvoet-Hanssen.
- hij niet als hij, theater, Elfriede Jelinek, 1999, met Wim van Gansbeke.
- De gigolo (Du.: Liebediener), roman, Julia Franck, Wereldbibliotheek, 2001.
- Buiklanding (Du.: Bauchlandung), verhalen, Julia Franck, Wereldbibliotheek, 2002
- Papieren tijger (Fr. Tigre en papier), roman, Olivier Rolin, Meulenhoff, 2003, met Katelijne De Vuyst.
- De laatsten (Du.: Die Letzten), roman, Katja Lange-Müller, Wereldbibliotheek, 2004, met Els Snick.
- Kampvuur (Du.: Lagerfeuer), roman, Julia Franck, Wereldbibliotheek, 2004.
- Burgtheater, theater, Elfriede Jelinek, 2006, met Elly Schippers.
- Woordenboek (Du.: Wörterbuch), roman, Jenny Erpenbeck, Van Gennep, 2007, met Elly Schippers.
- De vliegende berg (Du.: Der fliegende Berg), roman, Christoph Ransmayr, Prometheus, 2007.
- Vrije val (Du.: Schilf), roman, Juli Zeh, Ambo/Anthos, 2008.
- Wat je 's nachts zegt tussen twee steden (Fr.: Choses qu'on dit la nuit entre deux villes), novelle, Francis Dannemark, Vrijdag, 2008.
- Litouwse verhalen, verhalen, Hermann Sudermann, Atlas, 2009, met Elly Schippers.
- Corpus Delicti, roman, Juli Zeh, Anthos, 2009.
- Aanslag op de vrijheid (Du.: Angriff auf die Freiheit), essay, Juli Zeh &  Ilija Trojanow, De Geus, 2010.
- Vleesetende verhalen (Fr. Contes carnivores), verhalen, Bernard Quiriny, Voetnoot, 2011.
- Ik was het niet (Du.: Das war ich nicht), roman, Kristof Magnusson, De Geus, 2011.
- De courte mémoire/Waar het geheugen ophoudt (hommage aan Hugo Claus), Jean-Luc Outers, La Pierre d'Alun, 2011.
- Ooit zullen we elkaar alles vertellen (Du.: Irgendwann werden wir uns alles erzählen), roman, Daniela Krien, Ambo/Anthos, 2012.
- Nultijd (Du.: Nullzeit), roman, Juli Zeh, Ambo/Anthos, 2013.
- Versepolis-uitgaven: de dichters Christoph Bauer, 2015, André Rudolph, 2016, Renate Aichinger, 2017.
- Voor Filosofiehuis Het Zoekend Hert: opdrachttekst Mirna Funk, 2016, Vivian Liska, Adorno und die enzauberte Welt, 2017, gedicht Eleusis, Hegel, 2019.
- Voor Deus ex Machina: Jean Lorrain, 205, Régis Jauffret, 2017, Christine Angot, 2018.
- Beeldenraper, Carl Norac, selectie gedichten van de Dichter des Vaderlands, uitgeverij P, 2020.
- Requiems, Rainer Maria Rilke, poëzie, uitgeverij P, 2021.
- Nachtprogramma, unheimliche verhalen, Kathrin Röggia, het balanseer, 2023.
- Getralied raam, novelle over de dood van koning Ludwig II van Beieren, Klaus Mann, Karakters, 2024.